# Herbert Lieberman
Herbert Henry Lieberman (22 settembre 1933 – New Rochelle, 30 maggio 2023) è stato un drammaturgo e scrittore statunitense di romanzi polizieschi.

## Biografia
Nato nel 1933, ha vissuto e lavorato a Los Angeles.
Direttore per diversi anni del Reader's Digest Book Club, dopo alcuni mystery psicologici di stampo britannico, si è rivelato al grande pubblico con thriller più accostabili alla tradizione americana.
Autore principalmente di opere appartenenti al genere giallo, ha compiuto nel 1993 un'incursione nel fantascientifico con il romanzo Sandman, Sleep ispirato a L'isola del dottor Moreau di H. G. Wells.
Tra i riconoscimenti ottenuti, si segnala il Grand prix de littérature policière del 1977 per Città di morti.

## Opere

### Romanzi
- The Adventures of Dolphin Green (1967)
- L'ospite perfetto (Crawlspace, 1971), traduzione di Raffaella Vitangeli, Roma, Minimum Fax, 2022, ISBN 978-88-3389-321-1.
- The Eighth Square (1973)
- Brilliant Kids (1975)
- Città di morti[7] (City of the Dead, 1976), traduzione di Raffaella Vitangeli, Roma, Minimux Fax, 2018, ISBN 978-88-7521-967-3.
- The Climate of Hell (1978)
- Night Call from a Distant Time Zone (1982)
- Fiore della notte (Nightbloom, 1984), traduzione di Tullio Dobner, Milano, Sperling & Kupfer, 1986, ISBN 88-200-0615-4; Roma, Minimum Fax, 2019, ISBN 978-88-338-9070-8.
- The Green Train (1986)
- Caccia alle ombre (Shadow Dancers, 1989), traduzione di Raffaella Vitangeli, Roma, Minimum Fax, 2020, ISBN 978-88-3389-159-0.
- Sandman, Sleep (1993)
- The Girl with the Botticelli Eyes (1996)
- The Concierge (1998)
- The Vagabond of Holmby Park (2003)

## Filmografia
- Crawlspace regia di John Newland e Buzz Kulik (1972) (soggetto)

## Teatro
- Matty, the Moron, and Madonna
- Tigers in Red Weather

## Alcuni riconoscimenti
- Guggenheim Fellowship: 1964[8]
- Grand prix de littérature policière: 1977 per Città di morti